# Ferulago idaea
Ferulago idaea là một loài thực vật có hoa trong họ Hoa tán. Loài này được Özhatay & Akalin mô tả khoa học đầu tiên năm 2000.